# Sociální péče
Sociální péče je v rámci práva sociálního zabezpečení nástroj sociální podpory vytvořený státem, organizovaná solidarita mezi občany pro případ sociální události spočívající v nedostatku příjmu způsobeném nepříznivou sociální situací jako důsledku neschopnosti zabezpečit své potřeby a potřeby osob závislých vlastním přičiněním, zejména vlastní výdělečnou činností. 

## Cílové skupiny sociální péče
- děti
- rodiny funkční i dysfunkční
- senioři
- osoby se zdravotním postižením
- osoby vyloučené (marginalizace, šikana nebo jiná diskriminace) nebo jinak společensky postižené (rasismus, ostrakismus, etnocentrismus, xenofobie apod.)

## Česká republika
Pojem péče je v české právní úpravě tradiční, z obsahového hlediska však spíše odpovídá pojmu sociální pomoci. Sociální pomoc je chápána jako poslední stupeň sociální ochrany – „záchranná sociální síť“.
Sociální péče je v ČR pojem legislativní tzn. daný zákonem. Pomáhá uspokojit objektivně uznané potřeby hmotné, psychické a sociální. Zajišťuje odbornou pomoc pro adaptaci na sociální prostředí a také prevenci v této oblasti. Pomoc poskytuje jednotlivci, skupině, prostředí. Rozsah a šíře sociální péče jsou podmíněny možnostmi nositelů, vyspělostí společnosti, ekonomickým rozvojem.